# Vertige (film)
Pour les articles homonymes, voir Vertige (homonymie).
Pour plus de détails, voir Fiche technique et Distribution.
Vertige est un film d'horreur français réalisé par Abel Ferry, sorti en 2009.

## Synopsis
Poussé par un désir d'aventure et l'envie de se retrouver, un groupe d'amis se lance sur une via ferrata, une voie d'escalade en haute montagne, en Croatie. Pour Chloé, Guillaume, Fred, Karine et Loïc, le vertige des sommets et celui de sentiments enfouis va vite compliquer le voyage, d'autant qu'ils découvrent avec horreur qu'ils ne sont pas seuls sur cet itinéraire abandonné… L'expédition va rapidement virer au cauchemar.

## Fiche technique
- Titre original : Vertige
- Titre international : High Lane
- Titre provisoire : Ferrata
- Réalisation : Abel Ferry
- Scénario : Johanne Bernard et Louis-Paul Desanges
- Direction artistique : Olivier Afonso
- Décors : Sébastien Inizan
- Costumes : Charlotte Lebourgeois et Bénédicte Levraut
- Photographie : Nicolas Massart
- Son : François Sempé et Julien Sicart
- Montage : Soline Guyonneau
- Musique : Jean-Pierre Taieb
- Production : Alain Benguigui et Thomas Verhaeghe
- Sociétés de production : Sombrero Films ; Gaumont (coproduction)
- Sociétés de distribution : Gaumont Distribution ; Benelux Film Distribution (Belgique)
- Pays d’origine :  France
- Langue originale : français
- Date de sortie :
  - France : 20 juin 2009 (Festival du film d'Agde) ; 24 juin 2009 (sortie nationale)
  - France : 24 juin 2009
  - Belgique : 8 juillet 2009
- Lors de sa sortie, ce film a été interdit aux moins de 12 ans avec avertissement

## Distribution
- Fanny Valette : Chloé Lambert
- Johan Libéreau : Loïc Riveaux
- Raphaël Lenglet : Guillaume Frot
- Nicolas Giraud : Fred Téna
- Maud Wyler : Karine Dupré
- Justin Blanckaert : Anton Zomarech
- Guilhem Simon : l'adolescent

## Distinctions

### Sélections
- Rendez-vous du cinéma français 2009 (en Inde) : sélection officielle
- City of Lights, City of Angels 2010 : sélection officielle
- Festival du film français de Djakarta 2010 : sélection de films français

### Nomination
- Festival international du film fantastique de Neuchâtel 2009 :
  - Sélection « Compétition internationale »
  - Prix H. R. Giger Narcisse du meilleur film pour Abel Ferry

### Document
- Dossier de presse Vertige